# Russell Thorndike
Arthur Russell Thorndike (6 de febrero de 1885 - 7 de noviembre de 1972) fue un actor y novelista británico, conocido principalmente por sus novelas basadas en el personaje del Doctor Syn. 

## Biografía
Menos conocido que su hermana, Dame Sybil Thorndike, pero igual de versátil, Russell Thorndike tenía un talento natural aunque le faltara la garra de su hermana. Su primer amor fue la pluma y, tras servir en la Primera Guerra Mundial, se dedicó más y más a la escritura. 
Nació en 1885 en Rochester, Kent, donde su padre era canónigo de la catedral. Estudiante de la St. Georges School, fue miembro del coro de la Chapel Royal. Por sugerencia suya, tanto Russell como Sybil (que aspiraba ser concertista de piano) intentaron dedicarse a la interpretación en 1903. Estudiaron en la Academia Ben Greets, y dos años más tarde viajaron con sus compañeros de la academia en una gira por Norteamérica, la cual incluía Nueva York. Él permaneció tres años y medio con la compañía, llegando en una ocasión a dar tres diferentes versiones de la obra Hamlet en un mismo día. También hizo giras por Sudáfrica y Asia.
Hacia esa época completó su primera novela de aventuras románticas ambientada en la Marisma Romney y titulada Dr Syn. En 1914 se alistó en el ejército. Su hermano Frank, que había actuado en el teatro, fue muerto en acción y Russell fue gravemente herido en Galípoli y licenciado. Tras ello se unió de nuevo a la compañía teatral de Ben Greet y entró a formar parte en la compañía Old Vic en 1916, junto a su hermana, interpretando clásicos de Shakespeare -- El Rey Juan, Ricardo II, y El rey Lear. También actuó con Sybil y su marido, Lewis Casson, en gira con un repertorio de melodramas. En 1922 fue aplaudido por su actuación en la obra de Henrik Ibsen Peer Gynt, representada por la Old Vic.
Las actuaciones de Russell en el cine fueron escasas. Hizo Macbeth (1922) en una  versión muda de la obra con Sybil en el papel de lady Macbeth, y también hizo primeros papeles en versiones mudas de otras obras clásicas, tales como Scrooge (1923) y The School for Scandal (1923), basada en la obra de Richard Brinsley Sheridan. Finalizó su carrera con papeles breves de sacerdote en Hamlet (1948) y en Ricardo III (1955), ambas dirigidas por Laurence Olivier. Aunque 
Russell actuó en el teatro durante cuatro décadas (incluyendo la interpretación de su propio personaje, el Dr. Syn), él se consideraba más un escritor. 
Thorndike se casó en 1918 con Rosemary Dowson, hija de la actriz Rosina Filippi. El matrimonio duró hasta el fallecimiento de Thorndike en 1972, a los 87 años de edad.